# Punta Kristo
Punta Kristo (tal. Punta Christo) je prigradski turistički predio u Puli koje administrativno pripada mjesnom odboru Štinjan.
Punta Kristo je zapravo poluotok koji na strani spojenom s kopnom graniči sa Štinjanom. S okolnih strana je okružen morem. Sa sjevera Fažanskim kanalom do rta Proština (uvale Cuf, rt Hrvati), a s juga Pulskim zaljevom od rta Proštine (Štinjanska draga). Sjeverno od poluotoka nalaze se otoci Sv. Jerolim i Kozada u sastavu Nacionalnog parka Brijuni.
Na poluotoku se nalazi austrijski fort Punta Christo u kojem se održavao nekoliko puta Seasplash Reggae festival.
Na početku Domovinskog rata Pula je živjela u strahu od napada JNA-a iz mnogobrojnih vojarni smještenih po gradu kao i Zrakoplovne baze. Pod prijetnjom topovskih cijevi s Muzila i Katarine među stanovništvom jača želja za obranom. Stvorena je Samostalna satnija mornaričkog pješaštva "Vange" koje su formiranjem ratne luke Pula zauzele položaj Punta Kristo-Zonka te utvrdu Barbariga kod Fažane. Od tada su se brodovi JRM-a morali prdržavati reda pri ulasku u luku. "Vange" su kasnije djelovale na dubrovačkom ratištu i u Dalmaciji.